# 张敬修 (广西按察使)
张敬修（1824年—1864年），字德圃，亦作德父，广东东莞县莞城镇博厦人。广东四大名园之一的可园园主。

## 生平
咸丰五年二月初三，由广西右江道道员升任廣西按察使。咸丰五年九月二十四（1855年11月3日），因浔州府城为大成国义军攻占，而被革職。

## 藝術成就
金石書畫、琴棋詩賦，樣樣精通。富收藏，唐代名琴「綠綺臺」即其舊物。自江西按察使退官後，回歸故里，闢建可園。可園內儲書史，外蔚花木，結構幽雅，為近代廣東四大名園之一。